# Pallejà
Pallejà ist eine katalanische Stadt in der Provinz Barcelona im Nordosten Spaniens. Sie liegt in der Comarca Baix Llobregat und gehört zur Metropolregion Àrea Metropolitana de Barcelona.